# Prêmio APCA de Literatura
Prêmio APCA de Literatura é uma das áreas laureadas pelo Prêmio APCA, tradicional premiação brasileira criada em 1956 pela Associação Paulista de Críticos Teatrais (atual Associação Paulista de Críticos de Arte). A área de Literatura passou a ser parte do Prêmio APCA em 1972, logo depois da mudança de nome da associação, que até então premiava somente teatro e música clássica. No mesmo ano, passaram a ser também premiados cinema, música popular e televisão, com novas áreas sendo incorporadas ao prêmio no decorrer dos anos subsequentes.
Os ganhadores do Prêmio APCA são escolhidos anualmente entre o final de novembro e o início de dezembro durante a reunião dos críticos membros da APCA. Algumas categorias podem ter uma pré-seleção semestral de finalistas, de acordo com a necessidade. Cada crítico vota exclusivamente dentro de sua área de atuação, selecionando, no máximo, sete categorias em cada área, que podem sofrer alterações a cada ano de acordo com a percepção dos críticos sobre o que seria mais pertinente em cada período (esta regra passou a valer em 1999, pois até 1998 o número de categorias que poderiam ser criadas era livre). Também há a exigência de que um mínimo de três críticos de cada área estejam presentes à votação, o que pode fazer com que não ocorra premiação para determinadas categorias em alguns anos por falta de quórum (houve raras exceções a essa regra no decorrer dos anos).
Em 2020, devido à pandemia de COVID-19, os vencedores da 65.ª edição do Prêmio APCA foram definidos com atraso (em janeiro de 2021) e cada área teve excepcionalmente menos categorias do que nos anos anteriores. No caso de Literatura, além da redução de sete para três categorias, todas elas (inéditas) foram voltadas para profissionais do meio literário ao invés de destinadas a obras e autores.

## Vencedores por ano

### 2018
| Categoria                           | Vencedor |
| ----------------------------------- | --- |
| Romance / Novela                    | Entre as Mãos Juliana Leite / editora Record |
| Contos / Crônicas                   | Reserva Natural Rodrigo Lacerda / editora Companhia das Letras |
| Poesia                              | Nenhum Mistério Paulo Henriques Britto / editora Companhia das Letras |
| Tradução                            | Sobre Isto, de Vladimir Maiakovski Letícia Mei / editora 34 |
| Ensaio / Teoria / Crítica Literária | Percursos da Poesia Brasileira Antonio Carlos Secchin / editora Autêntica |
| Biografia / Autobiografia / Memória | Juca Paranhos, o Barão do Rio Branco Luís Cláudio Villafañe G. Santos / editora Companhia das Letras                                                                               |
| Infantil / Juvenil / Quadrinhos     | Eles Estão por Aí Bianca Pinheiro e Greg Stella / editora Todavia |
| Grande prêmio da crítica            | Nova edição de Registro de uma Vivência (34 / Edições Sesc), autobiografia de Lucio Costa, com textos, cartas, croquis, desenhos e fotos do arquiteto modernista fundador do Iphan |

Votaram: Ubiratan Brasil, Gabriel Kwak, Felipe Franco Munhoz e Amilton Pinheiro

### 2019
| Categoria                                           | Vencedor                                                                                               |
| --------------------------------------------------- | --- |
| Romance                                             | Crocodilo Javier Arancibia Contreras / editora Companhia das Letras                                    |
| Ensaio / Teoria e/ou Crítica Literária / Reportagem | O Crime da Galeria de Cristal Boris Fausto / editora Companhia das Letras                              |
| Infantil / Juvenil                                  | Enfim, Capivaras Luisa Geisler / editora Companhia das Letras                                          |
| Poesia                                              | Melancolia Carlos Cardoso / editora Record                                                             |
| Contos / Crônicas                                   | Redemoinho em Dia Quente Jarid Arraes / editora Alfaguarra                                             |
| Tradução                                            | Eric Nepomuceno, pela tradução de O Jogo da Amarelinha, de Julio Cortázar editora Companhia das Letras |
| Biografia / Autobiografia / Memória                 | Em Busca da Alma Brasileira: uma Biografia de Mário de Andrade Jason Tércio / editora Sextante         |

Votaram: Amilton Pinheiro, Gabriel Kwak, Fabio Siqueira e Ubiratan Brasil

### 2020
| Categoria                                    | Vencedor |
| -------------------------------------------- | --- |
| Trabalho editorial                           | Gita Guinsburg, pelas realizações à frente da Editora Perspectiva - refletindo a resistência de todas as editoras no contexto da pandemia                                              |
| Difusão de literatura brasileira             | Bel Santos Mayer, pela propagação de literatura brasileira contemporânea - e mediação de leituras - durante a pandemia, valendo-se de meios aplicados a propostas de isolamento social |
| Difusão de literatura brasileira no exterior | Nara Vidal, pela revista digital Capitolina Books, que difunde literatura brasileira - on-line, bilíngue (português/inglês) e gratuita - no exterior                                   |

Votaram: Amilton Pinheiro, Felipe Franco Munhoz, Gabriel Kwak e Ubiratan Brasil

## Prêmios em Ficção

### 1970s
- 1972: A Casa da Paixão de Nélida Piñon
- 1973: As Meninas de Lygia Fagundes Telles
- 1974: As Fúrias Invisíveis de Ricardo Ramos
- 1975: Zero de Ignácio de Loyola Brandão
- 1976: Querô, Uma Reportagem Maldita de Plínio Marcos e Abismo de Rosas de Dalton Trevisan
- 1977: Ficções de Hilda Hilst
- 1978: Noite Sobre Alcântara de Josué Montello e Um Copo de Cólera de Raduan Nassar
- 1979: O Cobrador de Rubem Fonseca

### 1980s
- 1980: A Discípula do Amor de Lygia Fagundes Telles e O Centauro no Jardim de Moacyr Scliar
- 1981: Ópera do Sabão de Marcos Rey e Veias e Vinhos de Miguel Jorge
- 1982: Florinda de Heloisa Maranhão
- 1983: Einstein, o Minigênio de Herberto Sales
- 1984: A República dos Sonhos de Nélida Piñon
- 1985: Cantos Delituosos de Judith Grossman
- 1986: A Face Horrível de Ivan Ângelo
- 1987: O Ganhador de Ignácio de Loyola Brandão
- 1988: Não há registro de premiação para este ano.
- 1989 Salvador Janta no Lamas de Victor Giudice

### 1990s
- 1990: Onde Andará Dulce Veiga? de Caio Fernando Abreu
- 1991: Não há registro de premiação para este ano.
- 1992: Memorial de Maria Moura de Rachel de Queiroz
- 1993: Inimigas Íntimas de Joyce Cavalcante
- 1994: Ana em Veneza de João Silvério Trevisan e Os Filhos do Rio de Paulo Condini
- 1995: Somos Pedras que se Consomem de Raimundo Carrero
- 1996: O Rio do Meio de Lya Luft
- 1997: Lealdade de Márcio Souza
- 1998: Elas de Lúcia Pimentel Góes
- 1999: Não há registro de premiação para este ano.

### 2000s
- 2000: Não há registro de premiação para este ano.
- 2001: Não há registro de premiação para este ano.
- 2002: Não há registro de premiação para este ano.
- 2003: Não há registro de premiação para este ano.
- 2004: Não há registro de premiação para este ano.
- 2005: Mamma Son Tanto Felice e O Mundo Inimigo de Luiz Ruffato

## Prêmios em Romance

### 1990s
- 1998: Lição da Noite de Esdras do Nascimento
- 1999: Nur na Escuridão de Salim Miguel

### 2000s
- 2000: O Doente Molière de Rubem Fonseca
- 2001: Eles Eram Muitos Cavalos de Luiz Ruffato
- 2002: O Riso da Agonia de Plínio Cabral
- 2003: Mongólia de Bernardo Carvalho
- 2004: O Enigma de Qaf  de Alberto Mussa
- 2005: Não há registro de premiação para este ano.
- 2006: O Movimento Pendular de Alberto Mussa
- 2007: O Filho Eterno de Cristóvão Tezza
- 2008: Flores Azuis de Carola Saavedra
- 2009: Rei do Cheiro de João Silvério Trevisan

### 2010s
- 2010: Minha Mãe se Matou Sem Dizer Adeus de Evandro Affonso Ferreira
- 2011: Mano, a Noite Está Velha de Wilson Bueno
- 2012: O Céu dos Suicidas de Ricardo Lísias
- 2013: Lívia e o Cemitério Africano de Alberto Martins
- 2014: O Irmão Alemão de Chico Buarque
- 2015: O Senhor Agora Vai Mudar de Corpo de Raimundo Carrero
- 2016: Como Se Estivéssemos em Palimpsesto de putas de Elvira Vigna
- 2017: Nunca Houve Tanto Fim como Agora de Evandro Affonso Ferreira

## Prêmios em Contos/Crônicas

### 2000s
- 2001: O Filho do Crucificado de Nelson de Oliveira
- 2002: Peixe de Bicicleta de Sérgio Telles
- 2003: O Vôo da Madrugada de Sérgio Sant'Anna
- 2004: Amor é Prosa, Sexo é Poesia  de Arnaldo Jabor
- 2005: Não há registro de premiação para este ano.
- 2006: A Máquina de Ser de João Gilberto Noll
- 2007: A Copista de Kafka de Wilson Bueno
- 2008: Não há registro de premiação para este ano.
- 2009: Cine Privê de Antônio Carlos Viana

### 2010s
- 2010: Ficção Interrompida de Diógenes Moura
- 2011: O Livro de Praga de Sérgio Sant'Anna
- 2012: Aquela Água Toda de João Anzanello Carrascoza
- 2013: Garimpo de Beatriz Bracher
- 2014: O Homem-Mulher de Sérgio Sant'Anna
- 2015: Jeito de Matar Lagartas de Antônio Carlos Viana
- 2016: A(s) Mulher(es) que eu amo, de Eros Grau
- 2017: Anjo Noturno de Sérgio Sant'Anna

## Prêmios em Poesia

### 1970s
- 1972: O País dos Mourões de Gerardo Mello Mourão
- 1973: As Impurezas do Branco de Carlos Drummond de Andrade
- 1974: Poemas Reunidos de Carlos Felipe Moisés
- 1975: Poesia Comprometida com a Minha e a Tua Vida de Thiago de Mello
- 1976: Poema Sujo de Ferreira Gullar e Miradouro e Outros Poemas de Henriqueta Lisboa
- 1977: Objeto Selvagem de Mário Chamie e Sumidouro de Olga Savary
- 1978: Moenda Lunária de Fúlvia de Carvalho Lopes
- 1979: Jogral do Frágil e do Efêmero de Mário da Silva Brito

### 1980s
- 1980: Escavações de Neyde Archanjo
- 1981: Em Nome da Vida de Moacyr Felix
- 1982: Axê - Antologia da Poesia Negra de Paulo Colina e O Cavalo de Tróia de Nauro Machado
- 1983: Altar em Chamas de João de Jesus Paes Loureiro
- 1984: Código das Águas de Lindolf Bell e Narciso de Marcus Moreira Acciolly
- 1985: Baco e Anas Brasileiras de Yêda Schmaltz e A Alta Licenciosidade de Sérgio Lima
- 1986: Poemaceso de Tereza Tenório e Amoressência: Poemas de Amor de Sylvio de Oliveira
- 1987: Caminho das Águas de Antonio Fernando de Franceschi
- 1988: Noite da Memória de Péricles Eugênio da Silva Ramos
- 1989: Subsolo de Carlos Felipe Moisés

### 1990s
- 1990: Invenção Para Uma Velha Musa de Denise Emmer
- 1991: Só Matéria do Mundo de Vicente Cechelero
- 1992: O Tecedor e Sua Trama de Francisco de Oliveira Carvalho
- 1993: As Banhistas de Carlito Azevedo
- 1994: Brasiliana de Silva Jacintho e Ad Nada de Renato Gonda
- 1995: A Via Estreita de Alexei Bueno
- 1996: Teia de Orides Fontela
- 1997: Pedra D'Ara de Helena Armond
- 1998: Não há registro de premiação para este ano.
- 1999: Livros de Silbion de Carlos Nejar

### 2000s
- 2000: Epifanias de Neyde Archanjo
- 2001: Poeira de Fernando Paixão
- 2002: A Lógica do Erro de Affonso Ávila
- 2003: Trajetória Poética: Obra Reunida de Álvaro Alves de Faria
- 2004: Poemas Rupestres  de Manoel de Barros
- 2005: O Poço dos Milagres de Carlos Nejar[notas 1]
- 2006: Poesia Reunida de Orides Fontela[9]
- 2007: Belvedere de Chacal[10]
- 2008: Anima Animalis de Olga Savary[11]
- 2009: Entre Milênios de Haroldo de Campos[12]

### 2010s
- 2010: A Duração do Dia de Adélia Prado[13]
- 2011: O Metro Nenhum de Francisco Alvim[14]
- 2012: Um Útero é do Tamanho de um Punho de Angélica Freitas[15]
- 2013: Rabo de Baleia de Alice Sant'Anna[16]
- 2014: Mesmo Sem Dinheiro Comprei um Esqueite Novo de Paulo Scott[17]
- 2015: O Livro das Semelhanças de Ana Martins Marques[18]
- 2016: Rol, de Armando Freitas Filho
- 2017: Dia Bonito para Chover de Lívia Natália